# Selské písně a české znělky
Selské písně a české znělky (Wiejskie pieśni i czeskie sonety) – tomik wierszy dziewiętnastowiecznego czeskiego poety Josefa Václava Sládka, opublikowany w 1890. Tomik zawiera dwa cykle, Selské písně (42 utwory) i České znělky (14 utworów). Do pierwszego z nich zaliczają się między innymi utwory Mé orné půdy každý hon, Chléb svůj tuze dobývám, Je sečten dnů mých řad i Mezi svými. Wiersze te nawiązują w formie i treści do twórczości ludowej.